# Карппинен, Клаэс
Клаэс Карппинен (фин. Klaes Karppinen; 9 октября 1907 года, Ийсалми, Российская империя — 24 января 1992 года, Ийсалми, Финляндия) — финский лыжник, олимпийский чемпион, пятикратный чемпион мира.

## Карьера
На Олимпийских играх 1936 года в Гармиш-Партенкирхене, завоевал золотую медаль в эстафетной гонке, в которой бежал второй этап, начав свой этап на второй позиции Карппинен пропустил вперёд представителя сборной Швеции и закончил этап на третьем месте, но на последующих этапах партнёры Карппинена смогли вывести сборную Финляндии на первое место. В гонке на 18 км был 7-м.
За свою карьеру выступал на пяти чемпионатах мира, и на каждом из них завоёвывал хотя бы одну медаль. Всего Карппинен завоевал 10 медалей чемпионатов мира, по пять золотых и серебряных, но не стал чемпионом Финляндии в личном зачете.
После завершения спортивной карьеры работал фермером, скончался в январе 1992 года.